# Leichtathletik-Weltmeisterschaften 2013/Teilnehmer (Hongkong)
| Gelbes Symbol für Goldmedaillen mit stilisierten Olympischen Ringen | Graues Symbol für Silbermedaillen mit stilisierten Olympischen Ringen | Braundes Symbol für Bronzemedaillen mit stilisierten Olympischen Ringen |
| ------------------------------------------------------------------- | --------------------------------------------------------------------- | ----------------------------------------------------------------------- |
| —                                                                   | —                                                                     | —                                                                       |

Der Leichtathletik-Verband Hongkongs stellte sechs Teilnehmer bei den Leichtathletik-Weltmeisterschaften 2013 in der russischen Hauptstadt Moskau.

## Ergebnisse

### Männer

#### Laufdisziplinen
| Athlet                                                               | Disziplin | Vorlauf | Vorlauf | Halbfinale | Halbfinale | Finale             | Finale             |
| Athlet                                                               | Disziplin | Zeit    | Platz   | Zeit       | Platz      | Zeit               | Platz              |
| -------------------------------------------------------------------- | --------- | ------- | ------- | ---------- | ---------- | ------------------ | ------------------ |
| Tang Yik Chun Lai Chun Ho Ng Ka Fung Tsui Chi Ho Reserve: Ho Man Lok | 4 × 100 m | 39,10 s | 20      |            |            | nicht qualifiziert | nicht qualifiziert |

### Frauen

#### Laufdisziplinen
| Athletin     | Disziplin | Vorlauf | Vorlauf | Halbfinale         | Halbfinale         | Finale             | Finale             |
| Athletin     | Disziplin | Zeit    | Platz   | Zeit               | Platz              | Zeit               | Platz              |
| ------------ | --------- | ------- | ------- | ------------------ | ------------------ | ------------------ | ------------------ |
| Yee Pui Fong | 100 m     | 12,15 s | 36      | nicht qualifiziert | nicht qualifiziert | nicht qualifiziert | nicht qualifiziert |